# Campira
Samuel Luís Chapanga, conhecido por Campira (Maputo, 9 de abril de 1982) é um futebolista moçambicano que joga na defesa.

## Carreira
Atuou por Têxtil do Punguè, Lokomotiv-2, Dinamo Zagreb, Costa do Sol e Maxaquene. Desde o início de 2010, joga no Muçulmana Maputo.
Campira integrou a Seleção Moçambicana de Futebol no Campeonato Africano das Nações de 2010.